# Music Is Our Friend: Live in Washington and Albany
Music Is Our Friend: Live in Washington and Albany – album koncertowy King Crimson, wydany 19 listopada 2021 w Europie i USA nakładem Discipline Global Mobile jako podwójny CD oraz digital download (19 plików FLAC). 22 grudnia album ukazał się w Japonii nakładem miejscowej wytwórni Wowow Entertainment, Inc..
W 2023 roku wydana została wersja winylowa (3 LP).

## Album

### Historia i muzyka
W lipcu 2021 roku na Florydzie King Crimson rozpoczął swoją trasę koncertową po Ameryce Północnej, zaplanowaną pierwotnie na 2020 rok, ale przełożoną o rok z powodu pandemii COVID-19. Album Music is our Friend, nazwany na cześć trasy koncertowej, z której pochodzą nagrania, jest oficjalnym bootlegiem zawierającym wszystkie ostatnie występy King Crimson w Ameryce Północnej w Waszyngtonie z września 2021 roku. Zestaw nagrań uzupełniły cztery utwory z koncertu Friends and Family, który odbył się pod koniec sierpnia 2021 roku w The Egg w Albany na otwarcie drugiego etapu trasy. Zespół zaprezentował utwory wykonywane już wcześniej, ale niektóre aranżacje zostały przerobione i różniły się od tych z poprzednich tras. Wśród nich znalazła się odrestaurowana środkowa część „Larks' Tongues In Aspic Part One”, która nie była grana od 1973 roku, improwizacje Tony’ego Levina na kontrabasie w „Neurotica”, emocjonalny „Starless” i ciężka interpretacja „21st Century Schizoid Man” na bis. Występ King Crimson w Waszyngtonie był symbolicznym (choć nie zaplanowanym) powrotem do punktu wyjścia ponieważ nawiązywał do pierwszej trasy koncertowej zespołu po Ameryce Północnej w 1969 roku; pierwszym utworem, który King Crimson zagrał w Stanach Zjednoczonych na swoim pierwszym koncercie w Goddard College w Montpelier w stanie Vermont 29 października 1969 roku, był ten sam utwór, który zakończył trasę obecnego składu 52 lata później – „21st Century Schizoid Man” z albumu In the Court of the Crimson King.

### Lista utworów CD
Lista i informacje według Discogs:

#### Disc 1
| 1.  | Introductory Soundscape (Fripp)                                       | 6:53    |
|     |                                                                       |         |
| 2.  | The Hell Hounds Of Krim (Harrison, Rieflin, Mastelotto)               | 3:35    |
|     |                                                                       |         |
| 3.  | Larks' Tongues In Aspic, Part I (Cross, Fripp, Wetton, Bruford, Muir) | 8:04    |
|     |                                                                       |         |
| 4.  | Pictures Of A City (Fripp, Sinfield)                                  | 8:35    |
|     |                                                                       |         |
| 5.  | The Court Of The Crimson King (McDonald, Sinfield)                    | 9:46    |
|     |                                                                       |         |
| 6.  | Red (Fripp)                                                           | 6:07    |
|     |                                                                       |         |
| 7.  | Tony Cadenza Deals It Slitheryacious-To-The-Max (Levin)               | 1:11    |
|     |                                                                       |         |
| 8.  | Neurotica (Belew, Fripp, Levin, Bruford)                              | 4:46    |
|     |                                                                       |         |
| 9.  | One More Red Nightmare (Wetton, Fripp)                                | 6:09    |
|     |                                                                       |         |
| 10. | Indiscipline (Belew, Fripp, Levin, Bruford)                           | 9:21    |
|     | Performed At The Anthem, Washington, DC, September 11, 2021           |         |
|     |                                                                       | 1:04:27 |
|     |                                                                       |         |

#### Disc 2
| 1. | Epitaph (Fripp, Lake, McDonald, Giles, Sinfield)                            | 9:08    |
|    |                                                                             |         |
| 2. | Radical Action II (Fripp)                                                   | 2:29    |
|    |                                                                             |         |
| 3. | Level Five (Belew, Fripp, Gunn, Mastelotto)                                 | 7:06    |
|    |                                                                             |         |
| 4. | Starless (Cross, Fripp, Wetton, Bruford, Palmer-James)                      | 15:22   |
|    |                                                                             |         |
| 5. | 21st Century Schizoid Man (Fripp, Lake, McDonald, Giles, Sinfield)          | 14:48   |
|    | Performed At The Anthem, Washington, DC, September 11, 2021                 |         |
| 6. | Tony Cadenza Serves It Piping Hot (Levin)                                   | 1:19    |
|    |                                                                             |         |
| 7. | Discipline (Belew, Fripp, Levin, Bruford)                                   | 5:08    |
|    |                                                                             |         |
| 8. | Larks' Tongues In Aspic, Part II (Fripp)                                    | 6:53    |
|    |                                                                             |         |
| 9. | Islands (Fripp, Sinfield)                                                   | 9:09    |
|    | Performed At The Egg, Albany, NY, Friends & Family Concert, August 22, 2021 |         |
|    |                                                                             | 1:11:22 |
|    |                                                                             |         |

### Lista utworów LP
Lista według Discogs:
Side A
| 1. | Introductory Soundscape         |  |
|    |                                 |  |
| 2. | The Hell Hounds Of Krim         |  |
|    |                                 |  |
| 3. | Larks' Tongues In Aspic, Part 1 |  |
|    |                                 |  |
| 4. | Pictures Of A City              |  |
|    |                                 |  |
Side B
| 1. | The Court Of The Crimson King                    |  |
|    |                                                  |  |
| 2. | Red                                              |  |
|    |                                                  |  |
| 3. | Tony Cadenza Deals It Slitheryacious-To-The- Max |  |
|    |                                                  |  |
| 4. | Neurotica                                        |  |
|    |                                                  |  |
Side C
| 1. | One More Red Nightmare          |  |
|    |                                 |  |
| 2. | Indiscipline                    |  |
|    |                                 |  |
| 3. | Larks' Tongues In Aspic, Part 2 |  |
|    |                                 |  |
Side D
| 1. | Epitaph          |  |
|    |                  |  |
| 2. | Radical Action 2 |  |
|    |                  |  |
| 3. | Level Fire       |  |
|    |                  |  |
Side E
| 1. | Tony Cadenza Serves It Piping Hot |  |
|    |                                   |  |
| 2. | Discipline                        |  |
|    |                                   |  |
| 3. | Starless                          |  |
|    |                                   |  |
Side F
| 1. | Islands                   |  |
|    |                           |  |
| 2. | 21st Century Schizoid Man |  |
|    |                           |  |

### Muzycy
- Robert Fripp – gitara i instrumenty klawiszowe
- Jakko Jakszyk – gitara, śpiew
- Tony Levin – gitary basowe, stick
- Mel Collins – saksofony i flet
- Pat Mastelotto – perkusja
- Jeremy Stacey – perkusja, instrumenty klawiszowe
- Gavin Harrison – perkusja

### Personel techniczny
- David Singleton – produkcja, mastering produkcyjny, zdjęcia
- Alex R Mundy – mastering produkcyjny
- Tony Levin – zdjęcia
- Francesca Sundsten – obraz na okładce
- Ben Singleton – design okładki, logo i plakatu koncertowego
- Hugh O’Donnell – design, layout

## Odbiór

### Opinie krytyków
John Kelman z magazynu All About Jazz ocenił wysoko album dając mu cztery i pół gwiazdki (na pięć). Jego zdaniem tym, co decyduje o sile ówczesnego składu King Crimson jest wspólna interpretacja muzyki, sięgającej 52 lata wstecz, ale zaprezentowanej na albumie jako „zarówno odświeżająco nowa, jak i wciąż aktualna”. Każda piosenka na Music is Our Friend zastąpiła wszystkie wcześniejsze wersje na żywo jako „ostateczne”, ponieważ „praktycznie każdy utwór pokazuje rozwój i namacalną zmianę paradygmatu kolektywu w stosunku do jego wewnętrznej chemii”.
Również Hugh Fielder z magazynu Classic Rock wysoko ocenił album (cztery gwiazdki na pięć), zauważając, że zespół w siedmioosobowym składzie (z trzema perkusistami) „przyspieszył gruntowny przegląd [swojego] poprzedniego katalogu”, czego rezultaty były wyraźnie słyszalne na Radical Action z 2016 roku, a zapoczątkowane wtedy zmiany były kontynuowane. Zdaniem recenzenta tym, co wydawało się pobudzać zespół do działania, było „pandemiczne pandemonium”, otaczające w 2021 roku jego trasę koncertową po Stanach Zjednoczonych.
Zdaniem Johna Bungeya z London Jazz News King Crimson „wydaje się być najlepszym na świecie tribute bandem, dostarczającym tłumom przyjemny zestaw starych utworów podczas podobno ostatniej trasy koncertowej zespołu w USA”. Recenzent użył określenia „tribute band”, ponieważ  King Crimson w składzie z 2013 roku nastawił się głównie na granie starego materiału, tworząc niewiele nowych utworów. Skład ten „może pochwalić się tym, że często poprawia oryginał – jest bardziej zdolny do wykorzystania potencjału muzyki niż składy, które zastępuje”. Autor zwrócił ponadto uwagę na grę saksofonisty i flecisty Mela Collinsa, którego improwizację w „Pictures of a City” nazwał „post-Coltrane’owskim tenorowym wybuchem”. W utworze „Larks' Tongues In Aspic, Part I” usłyszał „zawadiackość”, której nie miało – jego zdaniem – wykonanie studyjne z 1973 roku.

### Listy tygodniowe
| Kraj            | Lista                        | Pozycja |
| --------------- | ---------------------------- | ------- |
| Wielka Brytania | Official Albums Chart Update | 94      |